# Dmitrij Šostakovič
Dmitrij Dmitrijevič Šostakovič (rusko Дми́трий Дми́триевич Шостако́вич), ruski skladatelj, pedagog in dirigent,* 25. september (12. september, ruski koledar) 1906, Sankt Peterburg, † 9. avgust 1975, Moskva.
Šostakovič velja za enega največjih simfonikov 20. stoletja. S svojimi petnajstimi simfonijami je nadaljeval Mahlerjevo tradicijo skladateljev, pričevalcev svojega časa, svojih stisk in veličine svojega naroda. 

## Življenje
Šostakovič je bil rojen v Sankt Peterburgu v Rusiji kot drugi od treh otrok Dmitrija Boleslavoviča Šostakoviča in Sofije Vasiljevne Kokoulinе. Dedek je izhajal iz Poljske, njegovi neposredni predniki pa so bili Rusi iz Sibirije, kjer so bili uspešni bankirji v Irkutsku. Skladateljev oče se je rodil v izgnanstvu v Narimu leta 1875, bil študent na sanktpeterburški univerzi, kjer je diplomiral leta 1899 na Fakulteti za fiziko in matematiko. Dmitrij Šostakovič je bil čudežen otrok. Klavir se je začel učiti pri materi z devetimi leti. Že leta 1918 je napisal pogrebno koračnico v spomin dveh vodij Kadetske stranke, ki so ju umorili boljševiki. Leta 1919 se je, v starosti 13 let, vpisal na Konservatorij, kjer ga je takoj opazil Aleksander Glazunov. Kompozicijo ga je poučeval Maximilian Steinberg, kontrapunkt in fugo pa Nikolaj Sokolov. V času študija mu je umrl oče in za šolnino je moral zaslužiti sam s tem, da je s klavirjem spremljal neme filme. Za diplomo je pri devetnajstih letih napisal Prvo simfonijo.
Po diplomi se je Šostakovič najprej udejstvoval kot koncertni pianist in skladatelj. Zmagal je na prvem mednarodnem Chopinovem klavirskem tekmovanju v Varšavi leta 1927. Zatem se je Šostakovič osredotočil na komponiranje. Leta 1927 je napisal svojo drugo simfonijo, imenovano Oktobrska, domoljubno delo z velikim prosovjetskim zborovskim finalom. Leto 1927 je bil tudi začetek prijateljevanja z Ivanom Sollertinskim, ki ga je seznanil z Mahlerjevo glasbo. Sočasno z drugo simfonijo je pisal satirično opero Nos po Gogoljevi zgodbi. V juniju 1929 je bila opera koncertno izvedena, 18. januarja 1930 pa še kot odrska uprizoritev, a bila je slabo sprejeta.
V letih 1920 do začetka 1930 je Šostakovič delal v delavskem mladinskem gledališču TRAM (Teatr RAbochey Molodyozhi). Velik del tega obdobja je porabil za pisanje opere Lady Macbeth iz Mcenskega okrožja (Леди Макбет Мценского уезда), ki je bila prvič izvedena leta 1934. Na krstni predstavi je bil tudi Stalin, ki se mu glasba ni dopadla, posledično so jo skritizirali tudi uradni kritiki.
Šostakovič se je prvič poročil z Nino Varzar leta 1932. Začetne težave so pripeljale do ločitve leta 1935, vendar je par kmalu ponovno poročil, saj je bila Nina noseča s svojim prvim otrokom.
Leta 1936 se je začelo obdobje velikega terorja (Obdobje Stalinove represije, ki je trajala do leta 1939), v katerem je bilo veliko skladateljevih prijateljev in sorodnikov zaprtih ali ubitih: Mihail Tuhačevski (ustreljen), svak Vsevolod Frederiks (ugledni fizik, ki je bil na koncu oproščen, vendar je umrl, preden je prišel domov), tesen prijatelj Nikolaj Ziljajev (muzikolog), tašča, astronominja Sofija Mikhajlovna Varzar (poslana v taborišče v Karagandi), prijateljica marksistična pisateljica Galina Serebrjakova (20 let v taboriščih), stric Maksim Kostrikin (umrl) in drugi. Njegova edina tolažba je v tem obdobju je bilo rojstvo hčere in sina. Šostakovič je v glavnem pisal filmsko glasbo, ki Stalina ni motila.
Četrto simfonijo, ki jo je pisal v tem obdobju, je kasneje na priporočilo prijateljev umaknil in si s tem najbrž rešil življenje. Priredba za klavir je bila objavljena leta 1946, simfonija pa premierno v letu 1961, po Stalinovi smrti.
Peta simfonija je bila glasbeno bolj konzervativne od njegovih prejšnjih del. Premiero je bila predvajana 21. novembra 1937 v Leningradu in je bil doživela velik uspeh. Uporabil je preprost slog, standardno obliko in omejil število instrumentov.
V septembru 1937 je začel poučevati kompozicijo na konservatoriju v Leningradu in si s tem zagotovil finančno varnost.
Po izbruhu vojne med Sovjetsko zvezo in Nemčijo leta 1941 je Šostakovič sprva ostal v Leningradu. Prijavil se je v vojsko, vendar bil zaradi slabega vida zavrnjen. Postal je prostovoljec pri gasilcih na leningrajskem konservatoriju. Med vojno je napisal dve simfoniji: Sedmo imenovano Leningrajska (1941), ki povzema vse trpljenje med obleganjem Leningrada in Osmo (1943), polno tesnobe. Skladatelj je napisal prve tri stavke v Leningradu in dokončal delo v Kujbiševu (zdaj Samara), kjer je bil z družino evakuiran skupaj z drugimi ruskimi umetniki.
Spomladi leta 1943 se je družina preselila v Moskvo. Deveta simfonija (1945), v nasprotju s prejšnjima, slavi zmago in mir.
Leta 1948 je Šostakovič ponovno doživljal teror državnih oblasti. Andrej Ždanov, predsednik RSFSR Vrhovnega sovjeta, je obtožil Šostakoviča in druge skladatelje (Sergeja Prokofjeva in Arama Hačaturjana), da pišejo neprimerno in formalistično glasbo. Šostakovičeva dela so prepovedali, vzeli so mu privilegije, izgubil je materialno osnovo za življenje. V naslednjih letih je napisal tri kategorije del: filmsko glasbo za plačilo po naročilu, slavilno glasbo namenjeno uradni rehabilitaciji in resna dela "za svojo dušo" (violinski koncert št. 1 in cikel pesmi po judovski ljudski poeziji). Leta 1949 se je Stalin omehčal in poslal Šostakoviča v New York na Cultural and Scientific Congress for World Peace. Šele leta 1953, po Stalinovi smrti, so Šostakoviča rehabilitirali. 
V štiridesetih in petdesetih letih je imel Šostakovič prijateljske odnose z dvema od svojima učenkama: Galino Ustvolsko in Elmiro Nazirovo. S prvo je ostal v dobrih odnosih tudi po smrti žene, Nine Varzarove leta 1954. Leta 1954 je Šostakovič napisal Slavnostno uverturo, opus 96, ki je bila uporabljena kot tematska glasba za poletne olimpijske igre leta 1980. 
Drugič se je poročil leta 1956 s komsomolsko aktivistko Margarito Kainovo, in se tri leta kasneje zaradi nesoglasij ločil.
Leta 1959 se je Šostakovič pojavil na odru v Moskvi ob koncu izvedbe svoje Pete simfonije, čestital Leonardu Bernsteinu in Filharmoničnemu orkestru iz New Yorka za izvedbo. Kasneje, istega leta, je Bernstein posnel simfonijo v Bostonu za Columbia Records.
Leto 1960 je bilo zaznamovano s še eno prelomnico v Šostakovičevem življenju: pridružil se je komunistično partiji. Vlada ga je želela imenovati za generalnega sekretarja Združenja skladateljev, za kar je bilo obvezno članstva v stranki. Nikita Hruščov, prvi sekretar Komunistične partije med letoma 1958-1964, je iskal podporo v vodilnih vrstah inteligence in si prizadeval za ustvarjanje boljšega odnosa z umetniki Sovjetske zveze.
Njegova Dvanajsta simfonija, ki je portret boljševiške revolucije in je bila končana leta 1961 in je bila posvečena Leninu (imenuje se "Leto 1917"). V tem času se je njegovo zdravje začeloi slabšati. Leta 1962 se je že tretjič poročil in to s 27 let staro Irino Supinskajevo.
Leta 1962 napiše Trinajsto in leta 1969 Štirinajsto simfonijo, obe lirični, na besedila ruskih pesnikov (Jevtušenko) in drugih (Rilke, Garcia Lorca). Leta 1964 je napisal glasbo za ruski film Hamlet.
Šostakovič je v življenju trpel zaradi raznih kroničnih bolezni, vendar se je upiral s cigaretami in vodko. V začetku leta 1958 je utrpel prizadost desne roke, kar ga je prisilo odreči se igranju klavirja, leta 1965 je dobil diagnozo otroške paralize. Trpel je tudi srčnimi napadi, ponovno leta 1971, doživel nekaj padcev, v katerih si je zlomil obe nogi. Kljub vsem težavam z zdravjem je leta 1971 napisal Petnajsto simfonijo, melodično in retrospektivno.
Šostakovič je umrl zaradi pljučnega raka 9. avgusta leta 1975 in imel je državni pogreb. Pokopan je na moskovskem pokopališču Novodeviči.
Prejel je več častnih odlikovanj Sovjetske zveze.

## Delo
Šostakovičeva orkestralna dela obsegajo petnajst simfonij in šest koncertov. Njegova komorna glasba obsega petnajst godalnih kvartetov, klavirski kvintet, dva klavirska tria ter dve deli za godalni oktet. Klavirska dela so dve solo sonati, niz zgodnjih preludijev in kasneje še 24 preludijev in fug. 
Druga dela so še tri opere (npr. Nos, Katarina Izmajlova), več ciklov skladb, baleti in več filmske glasbe.
V svojem opusu se je Šostakovič lotil tako programske glasbe kot gledališča in koncertov. Sloves je užival na Švedske, v Angliji, Vzhodni Nemčiji in Italiji.

### Simfonije
- Simfonija št. 1, f-mol op. 10, za orkester (1924-25)
- Simfonija št. 2, H-dur op. 14, Oktobrska, za mešani zbor in orkester (1927)
- Simfonija št. 3, Es-dur op. 20, Prvomajska za mešani zbor in orkester (1929)
- Simfonija št. 4, c-mol op. 43, za orkester (1935-36, revidirana 1961)
- Simfonija št. 5, d-mol op. 47, za orkester (1937)
- Simfonija št. 6, h-mol op. 54, za orkester (1939)
- Simfonija št. 7, C-dur op. 60, Leningrajska, za orkester (1941)
- Simfonija št. 8, c-mol op. 65, za orkester (1943)
- Simfonija št. 9, Es-dur op. 70, za orkester (1945)
- Simfonija št. 10, e-mol op. 93, za orkester (1953)
- Simfonija št. 11, g-mol op. 103, Leto 1905 za orkester (1957)
- Simfonija št. 12, d-mol op. 112, Leto 1917 za orkester »V spomin Leninu« (1961)
- Simfonija št. 13, b-mol op. 113, Babi Jar (na besedila Jevgenija Jevtušenka) za bas, moški zbor in orkester (1962)
- Simfonija št. 14, g-mol op. 135, za sopran, bas, godala in tolkala (na besedila Lorce, Apollinaire-a, Küchelbeckerja in Rilkeja) (1969)
- Simfonija št. 15, A-dur op. 141, za orkester (1971)

## Nagrade
Sovjetska Zveza
- Heroj socialističnega dela (1966)
- Red Lenina (1946, 1956, 1966)
- Red oktobrske revolucije (1971)
- Red rdeče delavske zastave (1940)
- Red prijateljstva med narodi (1972)
- Zaslužni umetnik ZSSR (1954)
- Zaslužni umetnik RSFSR (1948)
- Mednarodna nagrada za mir (1954)
- Leninova nagrada (1958 - za 11. simfonijo "1905")
- Stalinova nagrada v umetnosti (1941 - 1 nagarda, ta klavirski koncert; 1942 - 1 nagrada, ta 7. simfonijo - "Leningrad"; 1946 - 2 nagrada za Tri;  1950 - 1 nagrada, glasba za film srečanje na Elbi; 1952 - 2 nagrada, za 10 pesmi za zbor)
- državna nagrada Sovjetske zveze (1968 - za pesem "Eksekucija Stepana Razina" za bas, zbor in orkester)
- Državna nagrada RSFSR Glinka (1974 - za 14 godalni kvartet in zbor iz cikla "Zvestoba")
- nacionalna nagrada Ukrajine Taras Ševčenko (posthumno, 1976 - za opero "Katerina Ismailov" uprozirjena v KUGATOB Ševčenko)

Velika Britanija
- Zlata medalja Royal Philharmonic Society (1966)

Finska
- Sibelius Award (1958)

Združene države Amerike
- Nominacija za Oscarja za film Hovanščina, za njaboljšo glasbo (1961)

Avstrija
- Srebrni častni znak za zasluge Republike Avstrije (1967)

Danska
- Nagrada Léonie Sonning (1974)

Po njem se imenuje Šostakovičev polotok na Alexandrovem otoku na Antarktiki.
2669 Šostakovič (1976 YQ2) je asteroid glavnega pasu odkrit 16. decembra 1976. Odkril ga je L. Chernykh na observatoriju Nauchnyj.